# Sprachstufe
Als Sprachstufe, bisweilen auch Sprachperiode genannt, werden größere Entwicklungsabschnitte einer Sprache bezeichnet, die durch mehr oder weniger einheitliche Merkmale und Entwicklungen gekennzeichnet sind.
Beispiele:
Deutsch
- Althochdeutsch (750–1050)
- Mittelhochdeutsch (1050–1350)
  - Frühmittelhochdeutsch (1050–1170)
  - klassisches Mittelhochdeutsch (1170–1250)
  - Spätmittelhochdeutsch (1250–1350)
- Neuhochdeutsch (seit ca. 1350)
  - Frühneuhochdeutsch (1350–1650)

oder
- Althochdeutsch (750–1050)
- Mittelhochdeutsch (1050–1500)
  - Frühmittelhochdeutsch (1050–1170)
  - klassisches Mittelhochdeutsch (1170–1350)
  - Spätmittelhochdeutsch (1350–1500)
- Neuhochdeutsch (seit ca. 1500)
  - Frühneuhochdeutsch (1500–1650)

Englisch
- Altenglisch oder Angelsächsisch (ca. 500–1100)
  - Frühaltenglisch (ca. 500–850)
  - Spätaltenglisch (850–1100)
- Mittelenglisch (1100–1500)
  - Frühmittelenglisch (1100–1200)
  - klassisches Mittelenglisch (1200–1400)
  - Spätmittelenglisch (1400–1500)
- Neuenglisch (seit ca. 1500)
  - Frühneuenglisch (1500–1700)[5]
  - Spätneuenglisch (Late Modern English, 1700–1900)
  - Heutiges Englisch (Present-Day English, ab 1900)[6]

Irisch
- Archaisches Irisch (ca. 300–600)
- Altirisch (600–900)
- Mittelirisch (900–1200)
- Frühneuirisch (Klassisches Irisch) (1200–1600)
- Neuirisch (seit 1600)

Die Zahlenangaben für diese Periodisierungen sind zum Teil Ermessensfrage. Meist stellen sie jedoch den Beginn oder Abschluss weitreichender Sprachentwicklungen dar. So finden sich in verschiedenen Quellen mitunter unterschiedliche Angaben zu Einzelsprachen.

## Belege
1. ↑  Handbücher zur Sprach- und Kommunikationswissenschaft / Handbooks of Linguistics and Communication Science / Manuels de linguistique et des sciences de communication. Band 2.2, 2. Auflage. Herausgegeben von Armin Burkhardt, Hugo Steger und Herbert Ernst Wiegand, De Gruyter, 2000, S. 1385f.
2. ↑  Helmut de Boor und Roswitha Wisniewski: Mittelhochdeutsche Grammatik. 10. Aufl., De Gruyter, 1998, S. 25.
3. ↑  Hilke Elsen: Grundzüge der Morphologie des Deutschen. 2. Aufl., De Gruyter, 2014, o. S. (E-Buch, siehe bei Fnhd., Mhd. und Nhd. im Abkürzungsverzeichnis).
4. ↑  M. O'C. Walshe: A Concise German Etymological Dictionary, 1951, S. vii: „From 1050 onwards the language found is referred to as Middle High German (MHG). This may be said to extend till about 1500, but after 1350 or so it is usually qualified as Late MGH.“
5. ↑  Manfred Görlach: Einführung ins Frühneuenglische. 2. Auflage. Winter, Heidelberg 1994, ISBN 3-494-02043-4, S. 8–9.
6. ↑  Klaus Faiß: Englische Sprachgeschichte. Francke, Tübingen 1989, ISBN 3-7720-1757-6, S. 1.